# 1974 w polityce

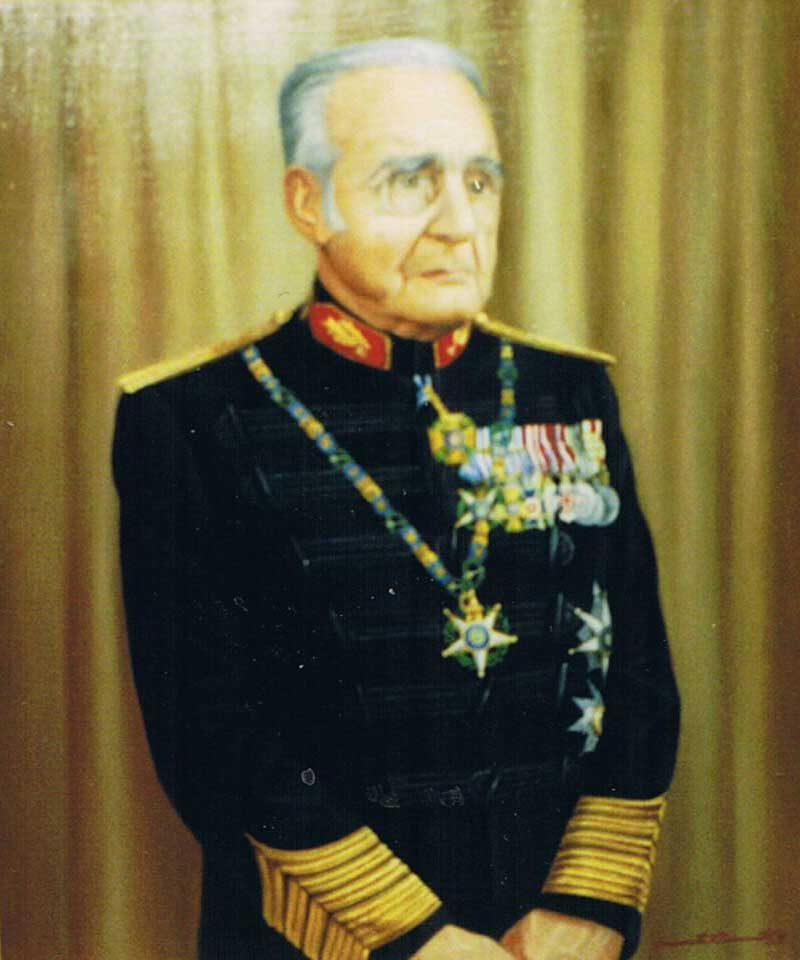
António de Spínola

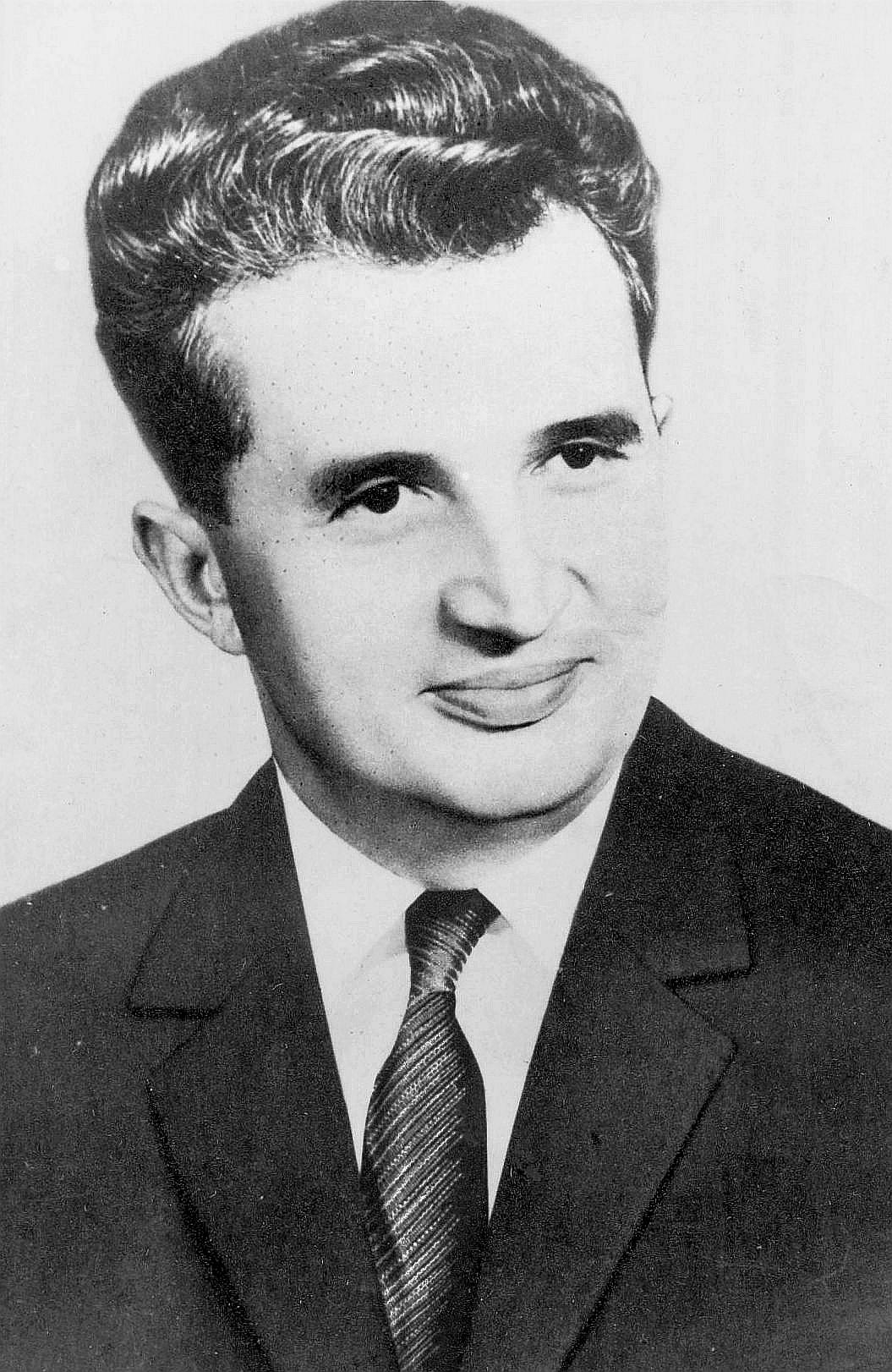
Nicolae Ceaușescu, przywódca Rumunii

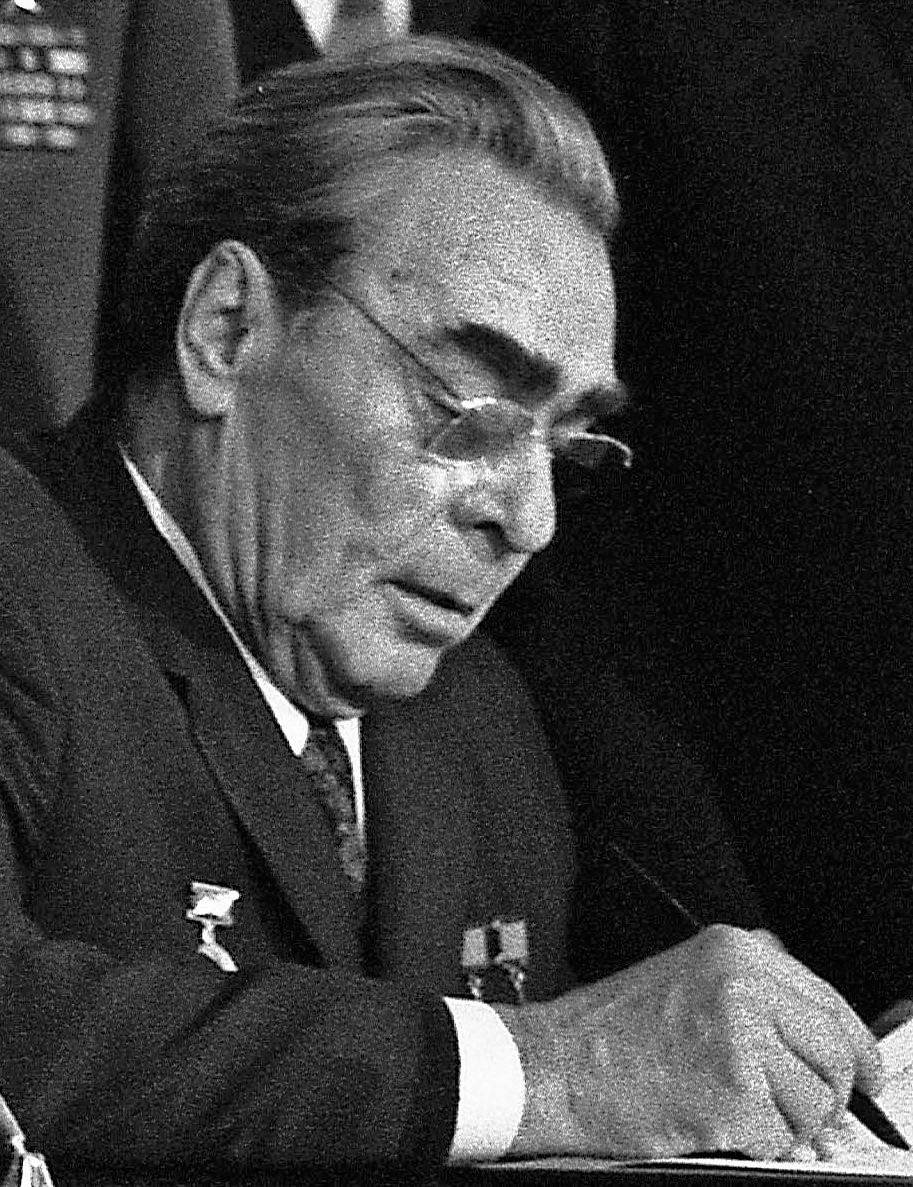
Leonid Breżniew

Wydarzenia polityczne w 1974 roku.

## Styczeń
- 4 stycznia – prezydent Wietnamu Południowego Nguyễn Văn Thiệu w radiowym wystąpieniu oświadczył, że wojska Vietcongu ponownie zaatakowały Wietnam Południowy. Prezydent wezwał naród do walki z Vietcongiem[1].

## Luty
- 7 lutego – w wyniku zamętu w kołach rządowych wywołanym przez kryzys naftowy królowa Elżbieta II rozwiązała brytyjski parlament[1].
- 13 lutego – Aleksandr Sołżenicyn został wydalony ze Związku Radzieckiego[2].

## Marzec
- 28 marca – Nicolae Ceaușescu został prezydentem Rumunii[1].

## Kwiecień
- 25 kwietnia – w Portugalii wybuchła rewolucja goździków – bezkrwawy zamach stanu przeprowadzony przez grupę wojskowych z Ruchu Sił Zbrojnych pod dowództwem Antónia de Spínoli. W wyniku zamachu stanu odsunięto od władzy Marcela Caetana, a władzę w państwie objął Komitet Ocalenia Narodowego (z Spínolą na czele)[1].

## Lipiec
- 3 lipca – prezydent Richard Nixon i Leonid Breżniew podpisali w Moskwie układ o ograniczeniu mocy ładunków stosowanych do podziemnych prób jądrowych oraz deklarację o kontynuowaniu prac nad nowym układem rozbrojeniowym[1].

## Sierpień
- 9 sierpnia – Richard Nixon ustąpił z urzędu prezydenta Stanów Zjednoczonych w związku z aferą Watergate[3].

## Wrzesień
- 8 września – Gerald Ford udzielił Richardowi Nixonowi „amnestii” za wszystkie ewentualne wykroczenia popełnione podczas jego prezydentury[1].
- 12 września – w wyniku zamachu stanu przeprowadzonego przez Komitet Koordynacyjny Sił Zbrojnych (Derg) cesarz Etiopii Hajle Syllasje I utracił władzę[1].

## Grudzień
- 10 grudnia – Eisaku Satō i Seán MacBride otrzymali Pokojową Nagrodę Nobla[1].